# Lac Érié
Pour les articles homonymes, voir Erie.
Le lac Érié est l'un des cinq Grands Lacs d'Amérique du Nord. Il est bordé à l'est par les États américains de l'Ohio, de Pennsylvanie, de New York au sud, du Michigan à l'ouest et de la province canadienne de l'Ontario au nord.

## Géographie

### Géomorphologie

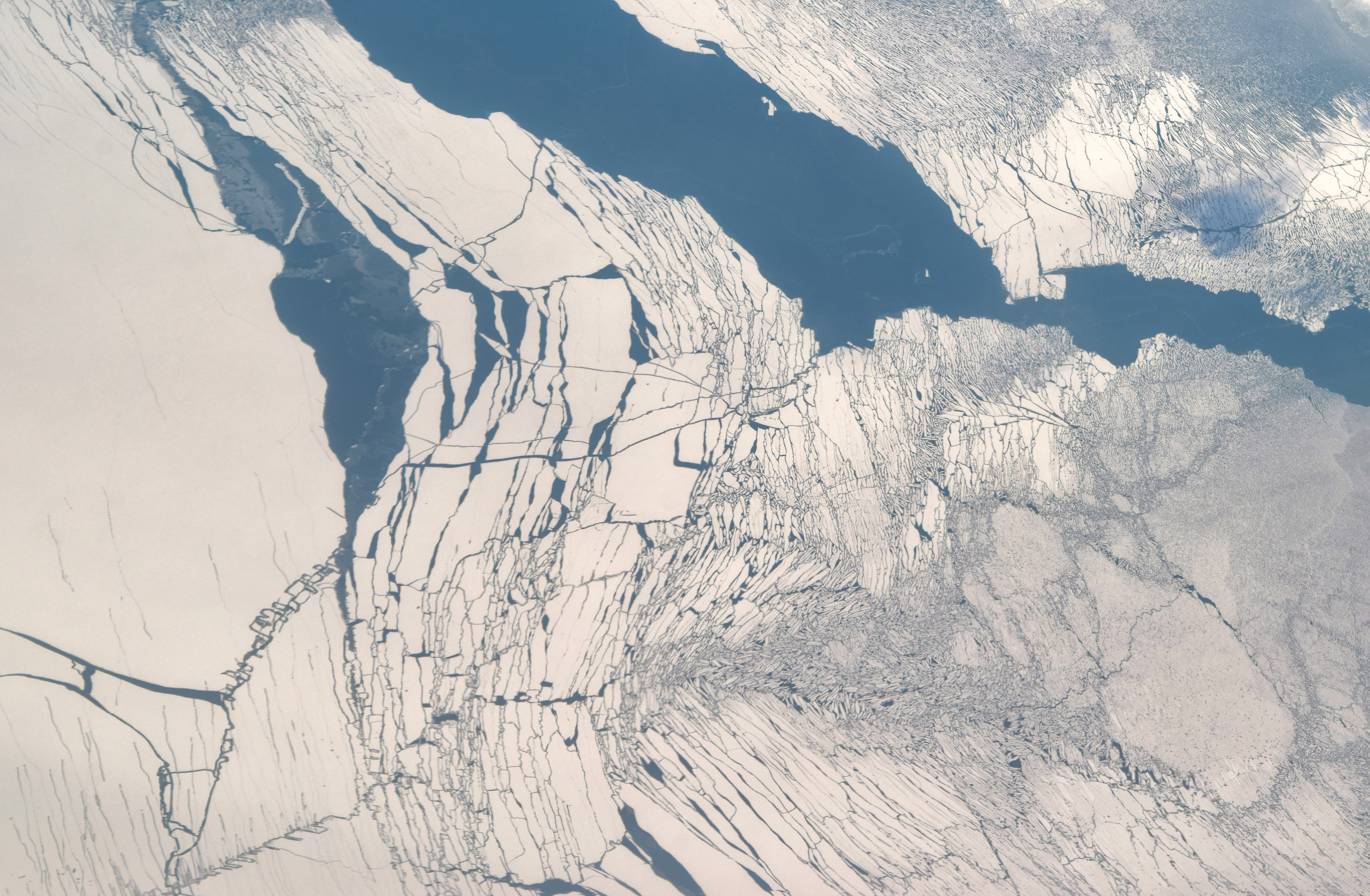
Glace sur le lac Érié. Janvier 2022.

Mesurant 388 km de long, d'ouest en est, sur 92 km du nord au sud, il s'étend sur 25 700 km2 et présente 1 377 km de rives. Il est le deuxième plus petit des Grands Lacs (le lac Ontario étant le plus petit), mais néanmoins le 13e lac naturel du monde. Situé à l'altitude de 174 m, il possède un volume de 483 km3.
Le lac comporte trois zones de profondeurs distinctes : l'extrémité ouest jauge environ 7 m en moyenne et est caractérisée par des hauts-fonds et récifs ; la partie centrale, plus importante en superficie, atteint 18 m ; la profondeur plonge à 27 m dans la partie est du lac avec un maximum de 64 m dans les fosses profondes. Relativement peu profond dans son ensemble, avec une moyenne de 19 m, il gèle donc fréquemment l'hiver mais fond rapidement au printemps et se réchauffe en été.

### Géologie

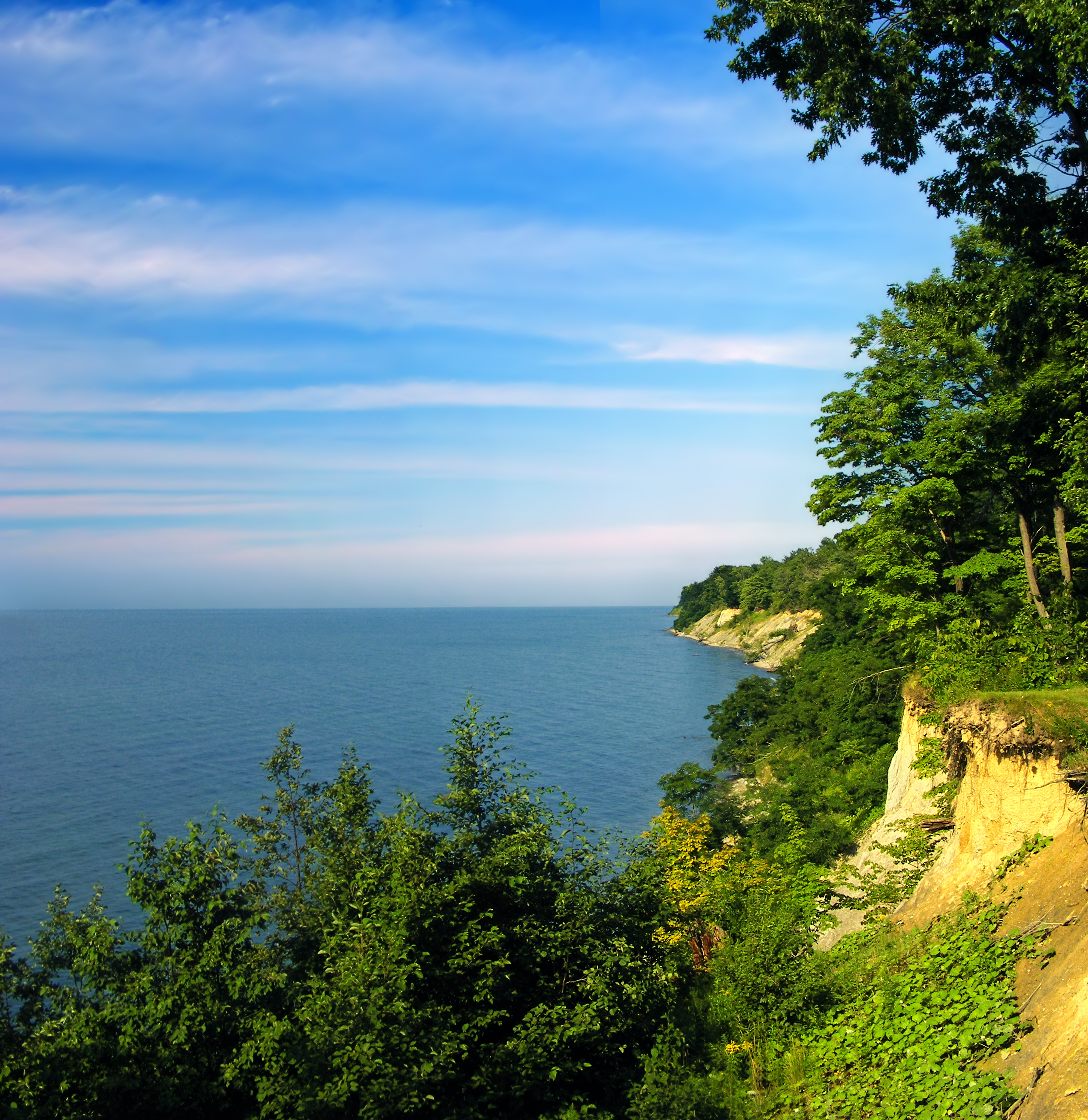
Sandy bluffs le long du lac Érié dans le Comté d'Érié.

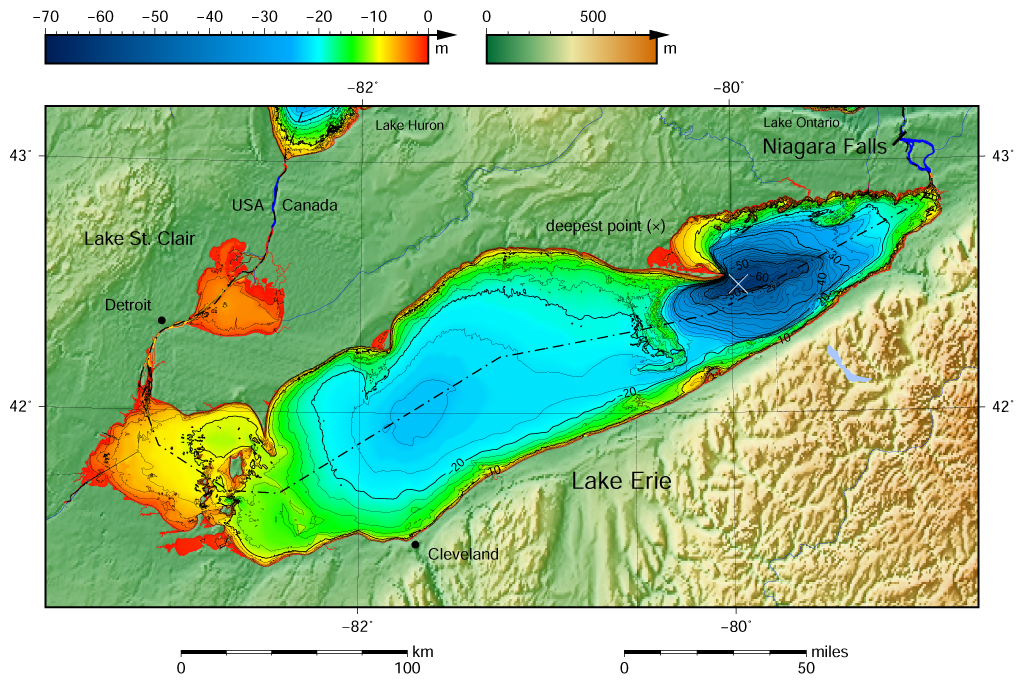
Carte bathymétrique du lac Érié et du lac Sainte-Claire,,,
. Le point le plus profond est coté « × ».

Le lac Érié est une dépression creusée par le passage des glaciers, et il a pris sa forme actuelle il y a moins de 4 000 ans, ce qui est très récent en termes géologiques. Auparavant, le site avait connu une histoire géologique complexe : il y a plus de deux millions d'années, un fleuve s’écoulant vers l’est et préexistant aux glaciations du Pléistocène avait dessiné une large plaine alluviale. Cette vallée a été comblée au passage des premiers grands glaciers, qui ont aussi élargi et creusé la dépression, réceptacle qui est devenu un lac. Ces glaciers ont arraché davantage de sédiments sur l’extrémité orientale car le substrat y est fait de shale, roche plus tendre que les roches carbonatées (dolomite et craie) de la moitié occidentale. Ainsi, le centre et l’est du lac sont aujourd’hui plus profonds que la moitié occidentale (profondeur moyenne de 8,30 m), elle-même plus riche en coquillages et en poisson. Le lac Érié est le moins profond des Grands Lacs car la banquise, moins épaisse, y a moins érodé la roche.
C'est la formation et le retrait de langues glaciaires successives qui a donné au lac son aspect actuel ; chaque recul a laissé un lac au cours de l’interglaciaire. Le pénultième de ces lacs, dit « Lac Warren », s’est maintenu entre 13 000 et 12 000 ans. Il était plus profond que l’actuel lac Érié, et ses berges débordaient de 13 km à l’extérieur du lac actuel. Les berges de ces lacs préhistoriques ont abandonné de grandes barrières de sable qui coupent les marécages et que les Indiens, puis les pionniers, ont empruntées pour traverser la région. Les pistes des nomades sont devenues des routes : ainsi l’U.S. Route 30 à l’ouest de Delphos et l’U.S. Route 20 à l’ouest de Norwalk et à l’est de Cleveland. On peut encore voir l'une de ces dunes dans la Région des Oak Openings dans le Nord-ouest de l'Ohio. À cet endroit, le fond sableux du lac asséché ne permettait pas la colonisation par d'autres essences que des chênes, ce qui a donné naissance à une savane de chêne, dont on n'a que de rares exemples en Europe (Estramadure).

## Toponymie

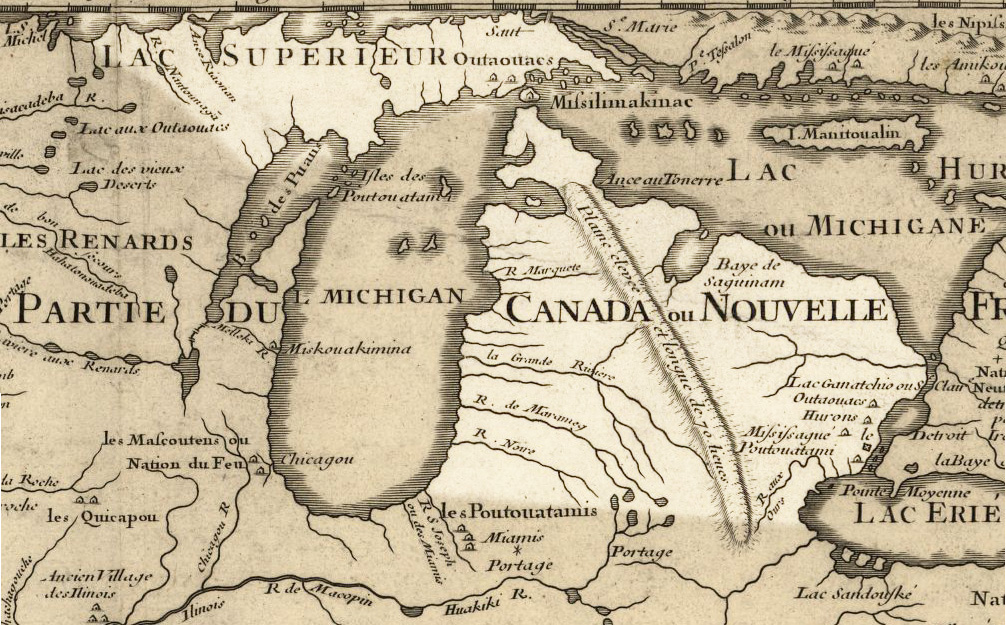
Le lac Érié à l'époque de la Nouvelle-France par Guillaume Delisle en 1718.

Les Français nommèrent cette étendue d'eau à la fois « lac Érié » et « lac de Conty » ; on trouve aussi « lac de la Nation du Chat » et Teiocharontiong. Le lac Érié porta plusieurs autres noms, qui sont répertoriés par le U.S. Geological Survey.
Les graphies Herye ou Erri sont parfois utilisées. Dans ses Mémoires (1703), le baron de Lahontan indique que le « lac Herrié » se décharge dans le lac Frontenac. Le lac a parfois été désigné sous les noms d'Orswego, d'Okswego ou de lac Felis. 

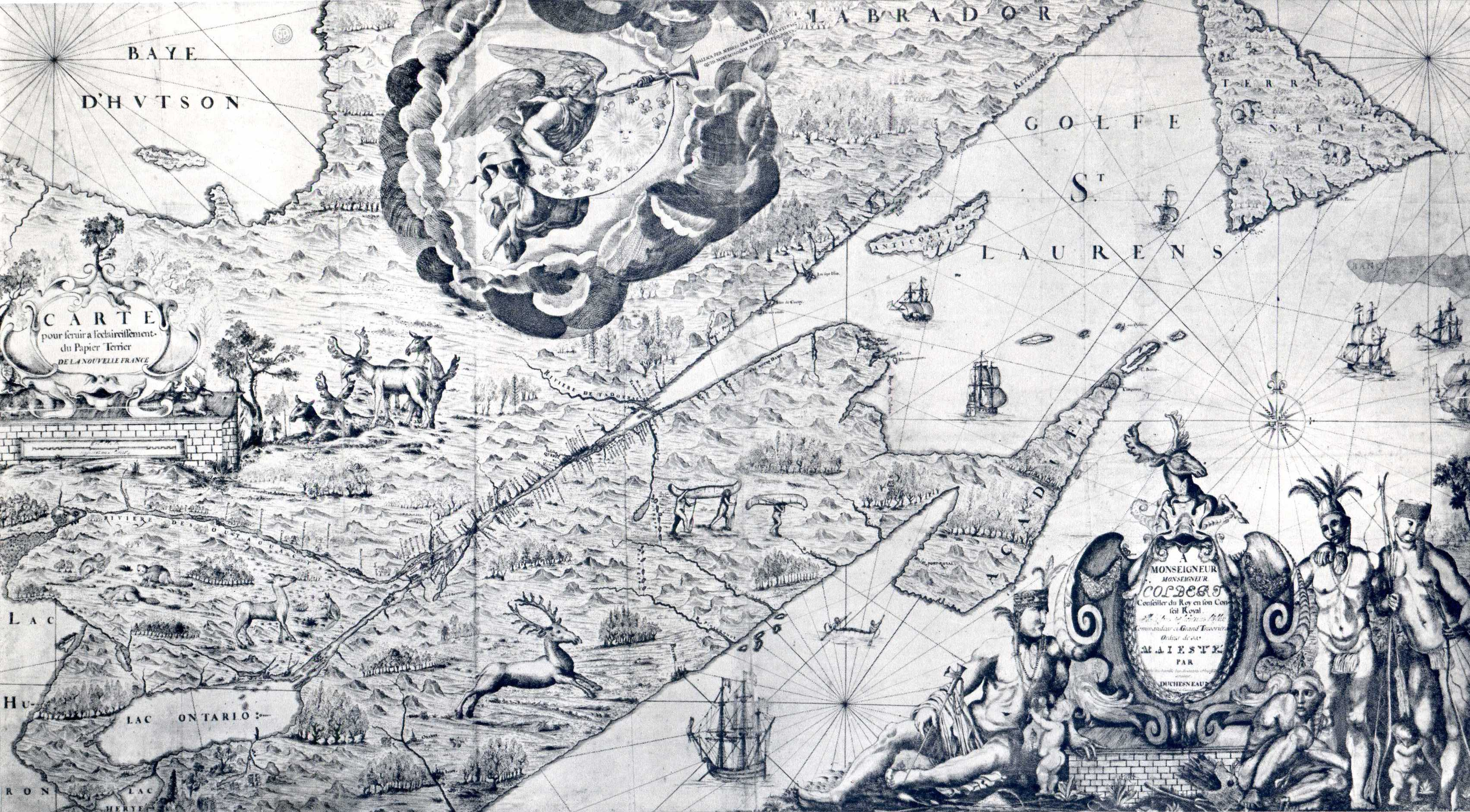
Carte de Franquelin, 1678.

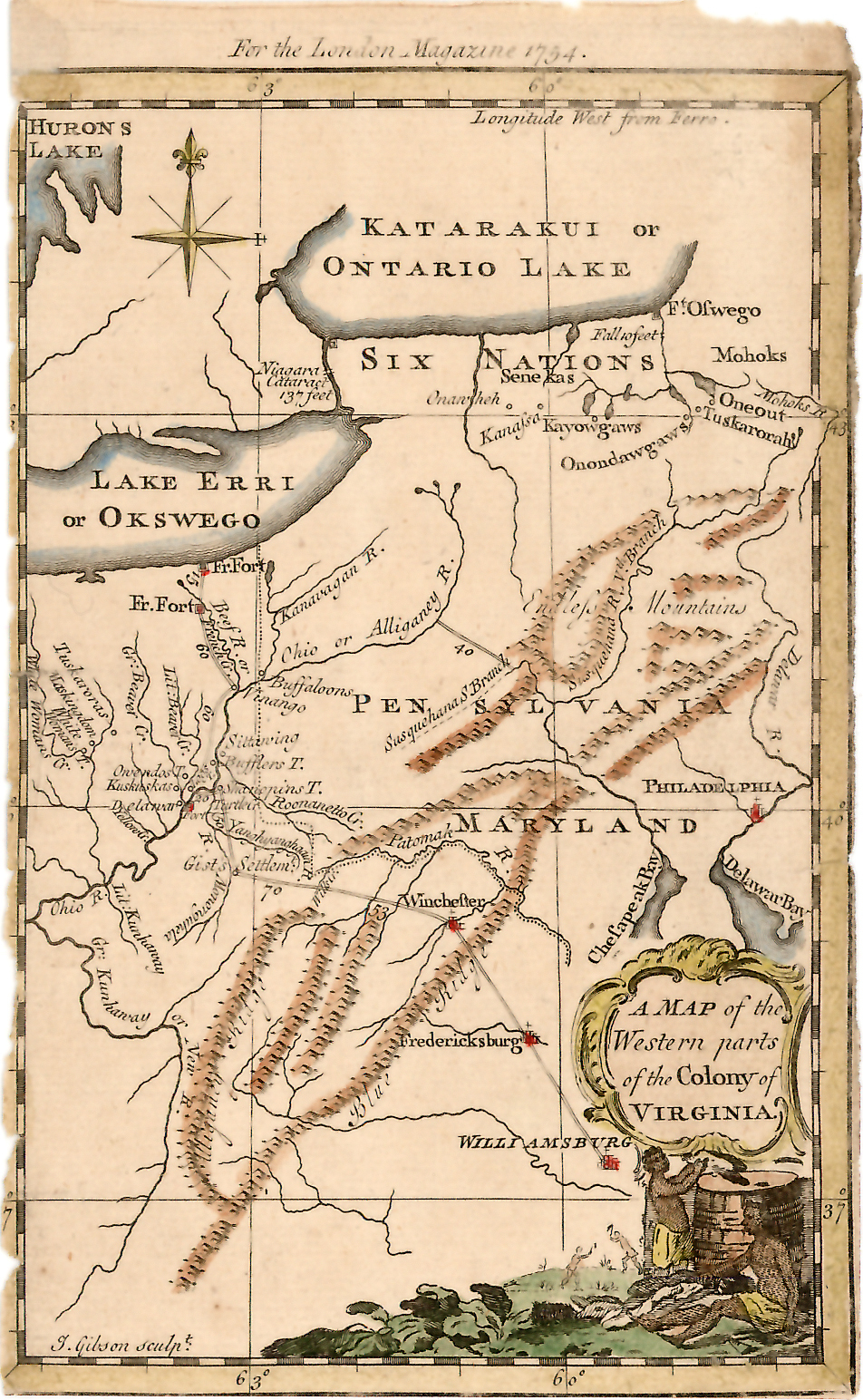
A Map of the Western parts of the Colony of Virginia, pour le London Magazine de 1754, montre le lac Errie ou Okswego

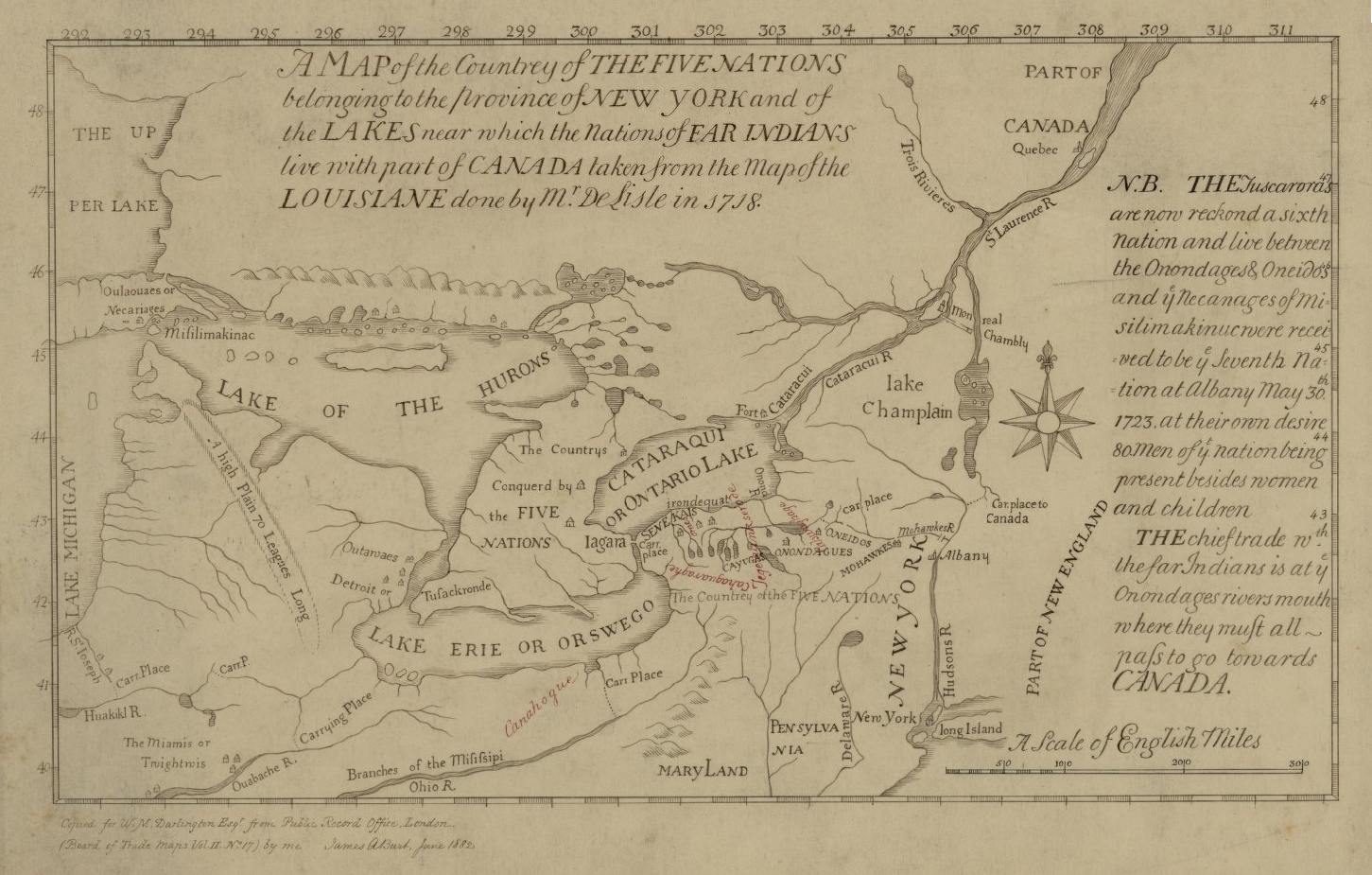
Map of the Country of the Five Nations belonging to the province of New York and of the Lakes near which the Nations of Far Indians live with part of Canada taken from the Map of the Louisiane done 1730. Carte anglaise montrant le lac Érié ici nommé Orswego.

## Histoire
Les Amérindiens Érié vivaient à côté de ce grand lac. À l'époque de la Nouvelle-France, les Français nommèrent ce peuple la Nation du Chat, car en langue iroquoise, erie désigne le puma Puma concolor. Selon Louis Hennepin, les Iroquois nommaient ce lac Tejocharontiong.
L'aventurier et marchand français Étienne Brûlé fut le premier Européen à voir ce lac lors de son voyage en 1615,. 
En 2019, le lac a été doté par les habitants de l’agglomération de Toledo d'un statut juridique afin de lutter plus efficacement en son nom contre ceux qui le polluent. Le lac possède ainsi le droit légal « d’exister, de prospérer et d’évoluer naturellement ».

## Hydrologie

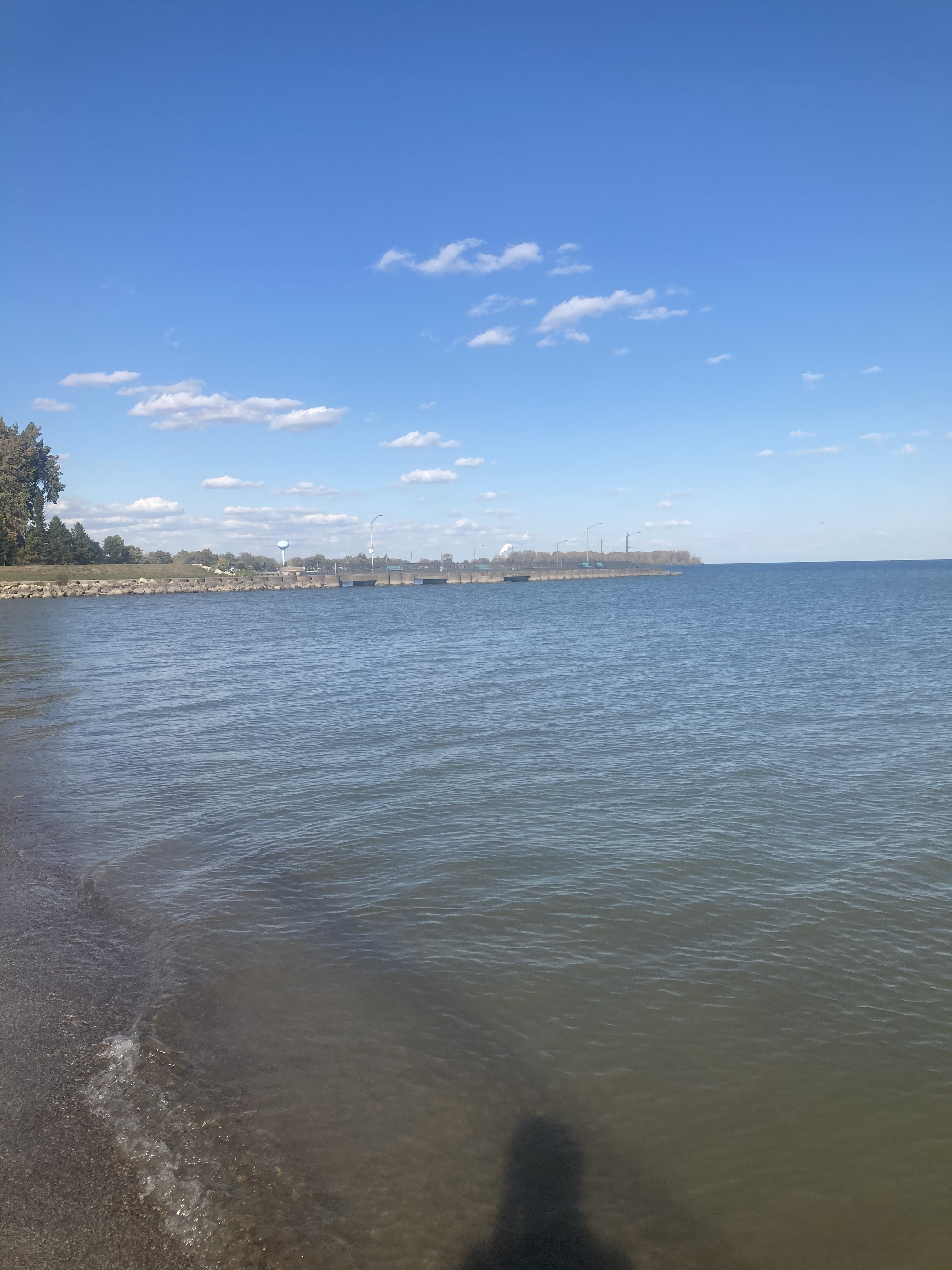
Lac Érié de Luna Pier Michigan

Il reçoit la rivière Détroit, émissaire du lac Huron (176 m) par l'intermédiaire du lac Sainte-Claire et se déverse en direction du lac Ontario (75 m) par la rivière et les chutes du Niagara.

## Qualité de l'eau
Son bassin versant couvre des parties entières des États de l'Indiana, du Michigan, de l'Ohio, de la Pennsylvanie, de New York et de la province de l'Ontario. Il demeure le plus exposé aux effets de l'urbanisation, de l'industrialisation, de l'élevage et de l'agriculture intensive. En raison de ses sols fertiles, il est intensivement cultivé et s'avère le plus urbanisé des cinq bassins des Grands Lacs. En conséquence le lac Érié est l'une des étendues d'eau parmi les plus polluées d'Amérique du Nord. 
Géographiquement avant-dernier des cinq grands lacs tributaires du lac Ontario, le lac Érié a été considéré comme gravement hypothéqué du point de vue de la santé des espèces aquatiques sous-marines vivantes et des plantes marines dès le début des années 1970 en raison de l'augmentation d'algues ; les effets nocifs de la pollution ont eu pour résultat la quasi-destruction de toute forme de vie et on a craint grandement que le lac ne s'eutrophie. Confrontés à ce scénario catastrophique, les divers intervenants du milieu se sont concertés en vue de renverser la situation par des mesures draconiennes.
Ainsi l' Accord canado-américain relatif à la qualité de l'eau dans les Grands Lacs et l'Accord Canada-Ontario (ACO) concernant l'écosystème du bassin des Grands Lacs furent conclus et les efforts ont porté leurs fruits dès les années 1980 par la revitalisation du lac à tous les niveaux, économiques et environnementaux. Les éléments nutritifs retrouvèrent des niveaux durables acceptables. Les éclosions d'algues ont été stoppées et, 10 ans plus tard, les eaux sont à nouveau limpides. Les poissons sont revenus, ressuscitant une industrie des pêches mal-en-point.
Cependant la bonne santé du lac Érié demeure fragile et reste l'objet d'une haute surveillance constante, des indicateurs de qualité étant redevenus alarmants au cours des années postérieures. Ainsi a été mis sur pied le Plan du millénaire canado-américain pour le lac Érié, qui met à contribution scientifiques et chercheurs canadiens et américains en vue de comprendre les forces en jeu à l'intérieur du bassin versant et de définir les mesures correctives à prendre ; le mandat fut ainsi donné de conserver la santé du lac. Parallèlement, en 2001, un plan global, le Plan d'aménagement panlacustre du lac Érié (ou PAP), fondé sur la prévention, a été élaboré.

## La faune du lac et dans ses environs

### Les poissons
Le lac Érié doit à ses caractéristiques topographiques d'être un paradis de la pêche : plus de cent-quarante espèces différentes fraient dans les eaux de son bassin hydrographique. La pêche sportive y a de nombreux adeptes et la pêche commerciale y demeure la plus productive des Grands Lacs. On y retrouve les pêcheries en eau douce les plus riches au monde. La pêche commerciale pratiquée y est plus florissante que tous les autres Grands lacs réunis avec près de 20 000 t par an, et représentent 80 % des récoltes de pêche commerciale en Ontario (surtout de la perchaude et du doré jaune).
Les autres espèces indigènes comprennent : poisson-castor, grand brochet, barbotte jaune, malachigan, éperlan arc-en-ciel, bar blanc, achigan à petite bouche, maskinongé (poisson) et même l'unique sucet de lac. Des espèces exotiques ont infesté les eaux du lac à cause de la pollution dont la carpe, le goujon de mer et le clodocène épineux, qui viennent hypothéquer la survie des poissons indigènes. Ainsi, par le passé, des essais d'introduction de poissons dans les Grands Lacs ainsi que l'arrivée massive des navires océaniques, dès l'ouverture de la voie maritime, procédant au déversement d'eaux de ballasts, ont contribué à l'insertion de nouvelles espèces invasives,.

### Les oiseaux
Les ornithologues du monde entier viennent en masse autour du lac Érié pour profiter de cet emplacement privilégié sur les vols principaux des oiseaux migrateurs.
Trois sites privilégiés, le parc national de Cuyahoga Valley (Ohio) (USNPS), la réserve nationale de faune de Long Point (Ontario) (SCF) et le Parc national de la Pointe-Pelée (Ontario) (APC) accueillent plus de 360 espèces durant la migration des oiseaux, y étant protégés en vertu de la convention concernant les oiseaux migrateurs.

### Les insectes
Le papillon Monarque a l'habitude de se nourrir sur les rives nord du lac Érié avant sa migration annuelle en direction sud vers le centre du Mexique où il se reproduit. Il migre dans les deux sens chaque année, en mars vers le nord et en novembre pour le retour au Mexique,,.

## Voie maritime du fleuve Saint-Laurent et ports
Le lac Érié est relié au lac Ontario grâce au canal Welland depuis 1932. Cependant la voie maritime qui s'étend de Montréal jusqu'au lac Érié, incluant le canal Welland, a été inaugurée le 25 avril 1959. La région fut ainsi l'objet d'un essor économique majeur immédiat. Depuis, les administrations portuaires se sont dotées en 2003 d'une corporation de gestion de la voie maritime du Saint-Laurent soit l'Autoroute H2O qui contrôle l'impressionnant trafic maritime de marchandises des navires océaniques de l'océan Atlantique aux Grands Lacs.
La navigation dans le lac Érié est difficile à cause des hauts-fonds et des lames de fond provoquées lors d'intempéries. De nombreux naufrages ont été la conséquence de vents et d'ouragans. Aussi, entre 500 et 2000 bateaux auraient coulé dans le lac. Environ 277 épaves ont été découvertes, selon une estimation datant de 2020.
Les plus grandes villes portuaires situées sur ses rives sont :
- Cleveland (Ohio) ;
- Toledo (Ohio) ;
- Détroit sur la rivière Détroit (Michigan) ;

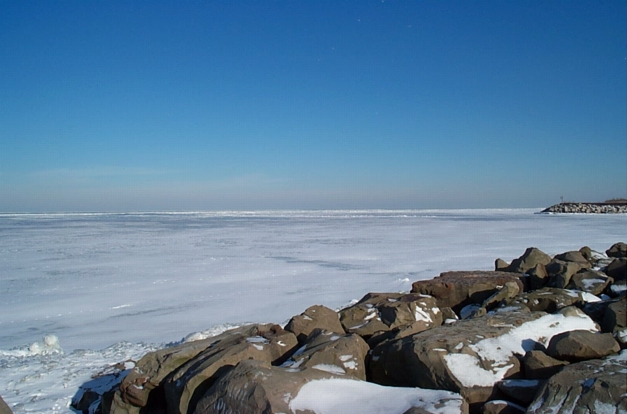
Le lac Érié gelé, vu de Cleveland.

- Érié (Pennsylvanie) ;
- Buffalo (New York).

## Points d'intérêts
Plusieurs lieux touristiques se trouvent aux abords du lac dont :
- Parc national Cuyahoga Valley en Ohio,
- Réserve nationale de faune Long Point en Ontario,
- Parc national de la Pointe-Pelée en Ontario.